# Doña Juana (film)

Doña Juana est un film muet allemand sorti en 1928, écrit et réalisé par Paul Czinner d'après une pièce de l'écrivain espagnol Tirso de Molina.

## Synopsis
Un vieux noble espagnol élève son unique fille à l'instar d'un garçon mais arrivé à l'âge adulte, l’éducation que Juana a reçu va provoquer des complications dans sa vie sentimentale.

## Fiche technique
- Titre : Doña Juana
- Réalisation : Paul Czinner
- Scénario : Béla Balázs et Paul Czinner d'après Tirso de Molina
- Pays de production : Allemagne  République de Weimar
- Date de sortie : 
  - Allemagne  République de Weimar : 24 janvier 1928
- Genre : drame

## Distribution
- Elisabeth Bergner
- Walter Rilla
- Hertha von Walther
- Elisabeth Neumann-Viertel
- Fritz Greiner
- Hubert von Meyerinck
- Wolfgang von Schwindt
- Max Schreck
- Lotte Stein
- Max Wogritsch
- Rafael Calvo